# Brachystomella kiko
Brachystomella kiko är en urinsektsart som beskrevs av Christiansen och Bellinger 1992. Brachystomella kiko ingår i släktet Brachystomella och familjen Brachystomellidae. Inga underarter finns listade.